# Hyperglomeris lamellosa
Hyperglomeris lamellosa är en mångfotingart som beskrevs av Filippo Silvestri 1917. Hyperglomeris lamellosa ingår i släktet Hyperglomeris och familjen klotdubbelfotingar. Inga underarter finns listade i Catalogue of Life.